# Lepiku (Tallinn)

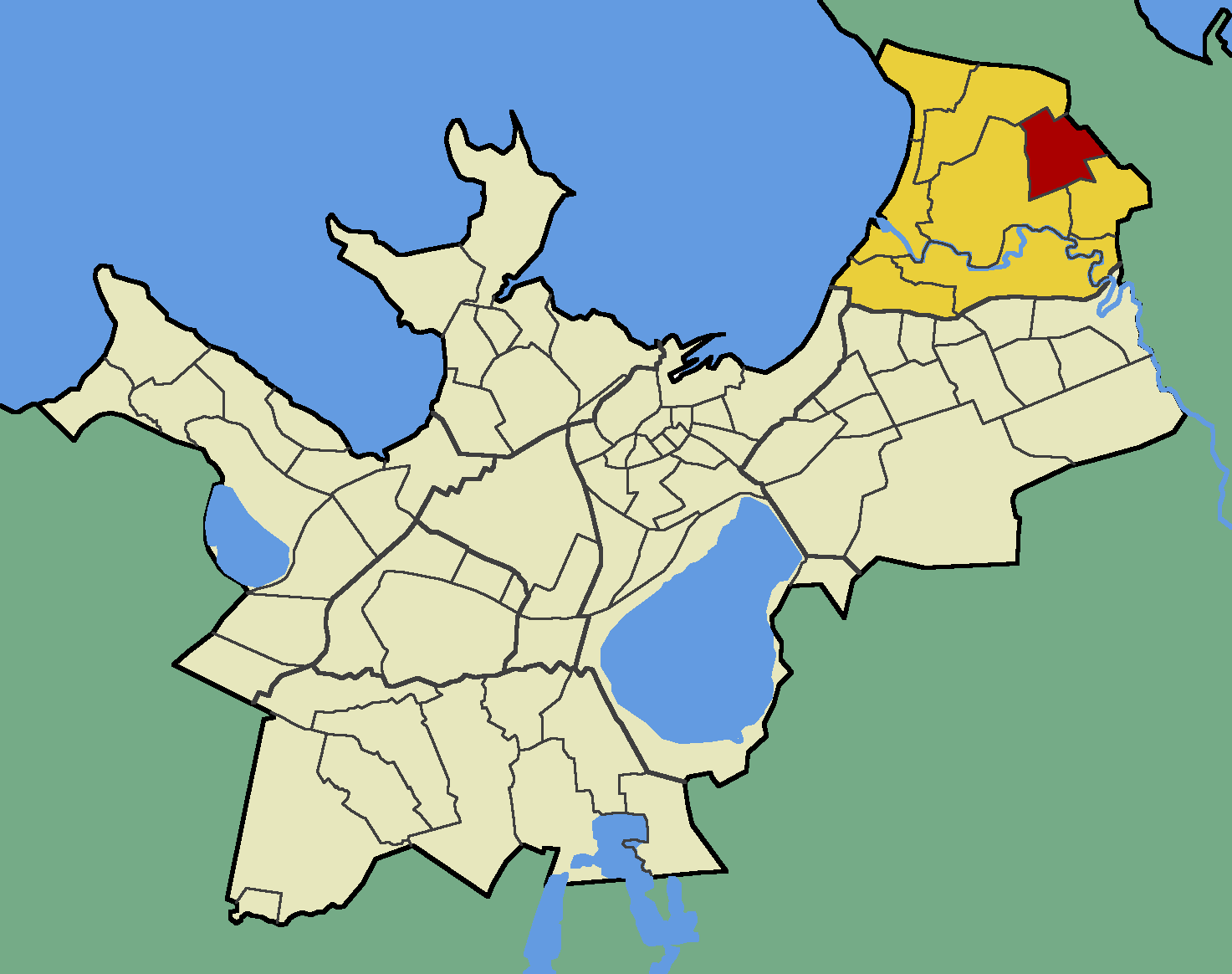
Lage von Lepiku (rot) im Tallinner Stadtteil Pirita (gelb)

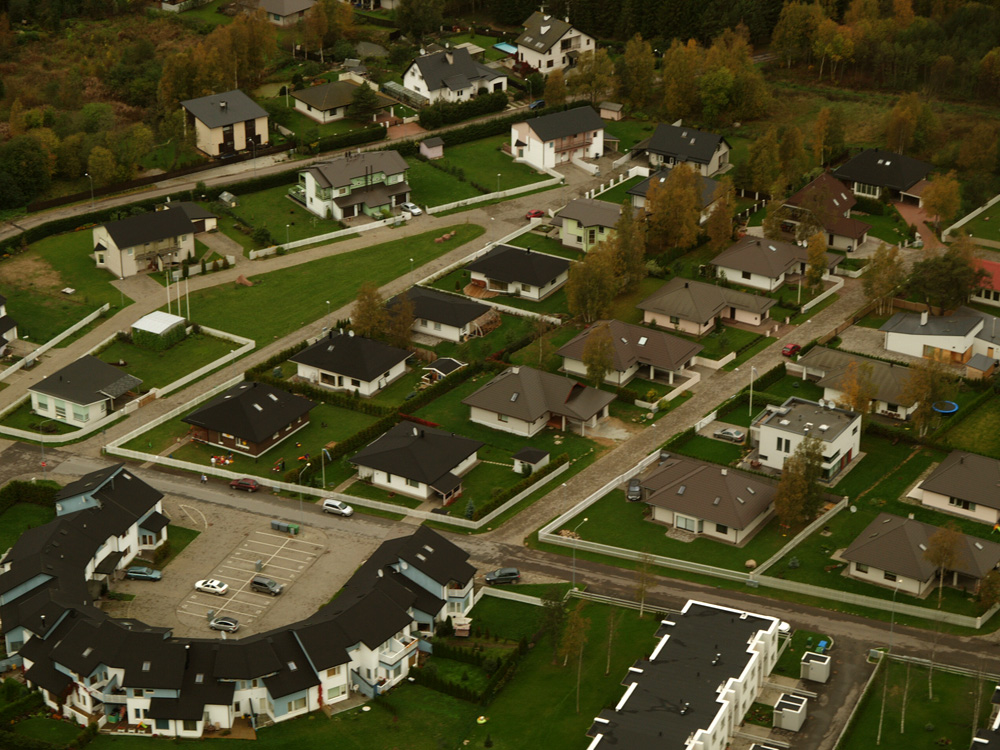
Blick auf Lepiku vom Tallinner Fernsehturm aus (2006).

Lepiku ist ein Stadtbezirk (estnisch asum) der estnischen Hauptstadt Tallinn. Der Bezirk liegt im Stadtteil Pirita.

## Bezirk
Der Stadtbezirk hat heute 1.226 Einwohner (Stand 1. Mai 2010).
Das Gebiet von Lepiku wurde früher Äigrumäe genannt. Vor 1870 standen dort lediglich zwei oder drei Höfe. Erst 1876 kam ein weiterer Hof zu dem Dorf Lepiku hinzu.
Heute bildet der Stadtbezirk den östlichen Stadtrand von Tallinn. Sein modernes Erscheinungsbild wird von zahlreichen Einfamilienhäusern des estnischen Mittelstands geprägt.